# Autódromo de Interlagos
O Autódromo José Carlos Pace é um autódromo municipal localizado no distrito de Cidade Dutra, na cidade de São Paulo, Brasil. Pela proximidade com o bairro de Interlagos, situado no distrito vizinho do Socorro, é popularmente chamado de Autódromo de Interlagos. Foi inaugurado em 12 de maio de 1940, pelo interventor Ademar de Barros, que nos anos de 1972 a 1977, 1979 e 1980 e de 1990 a 2019 sediou o Grande Prêmio do Brasil de Fórmula 1 e, desde 2021 sedia o Grande Prêmio de São Paulo.
O nome tradicional do bairro (e consequentemente do circuito) vem do fato da localização em uma região entre dois lagos artificiais, Guarapiranga e Billings, que foram construídos no começo do século XX para suprir a cidade com água e energia elétrica. O nome foi sugerido pelo arquiteto e urbanista francês Alfred Agache devido a semelhança da região com a cidade de Interlaken (literalmente "entre lagos"), na Suíça. Em 1985, foi renomeado para homenagear o piloto de Fórmula 1 José Carlos Pace, falecido em 1977. Anexo à sua construção, há o Kartódromo Municipal Ayrton Senna.
O circuito tem sentido anti-horário. Nesse autódromo são realizadas as principais competições de Automobilismo do Brasil. É conhecido internacionalmente por sediar a etapa do Grande Prêmio do Brasil de Fórmula 1 e os festivais de música Lollapalooza e The Town.

## História

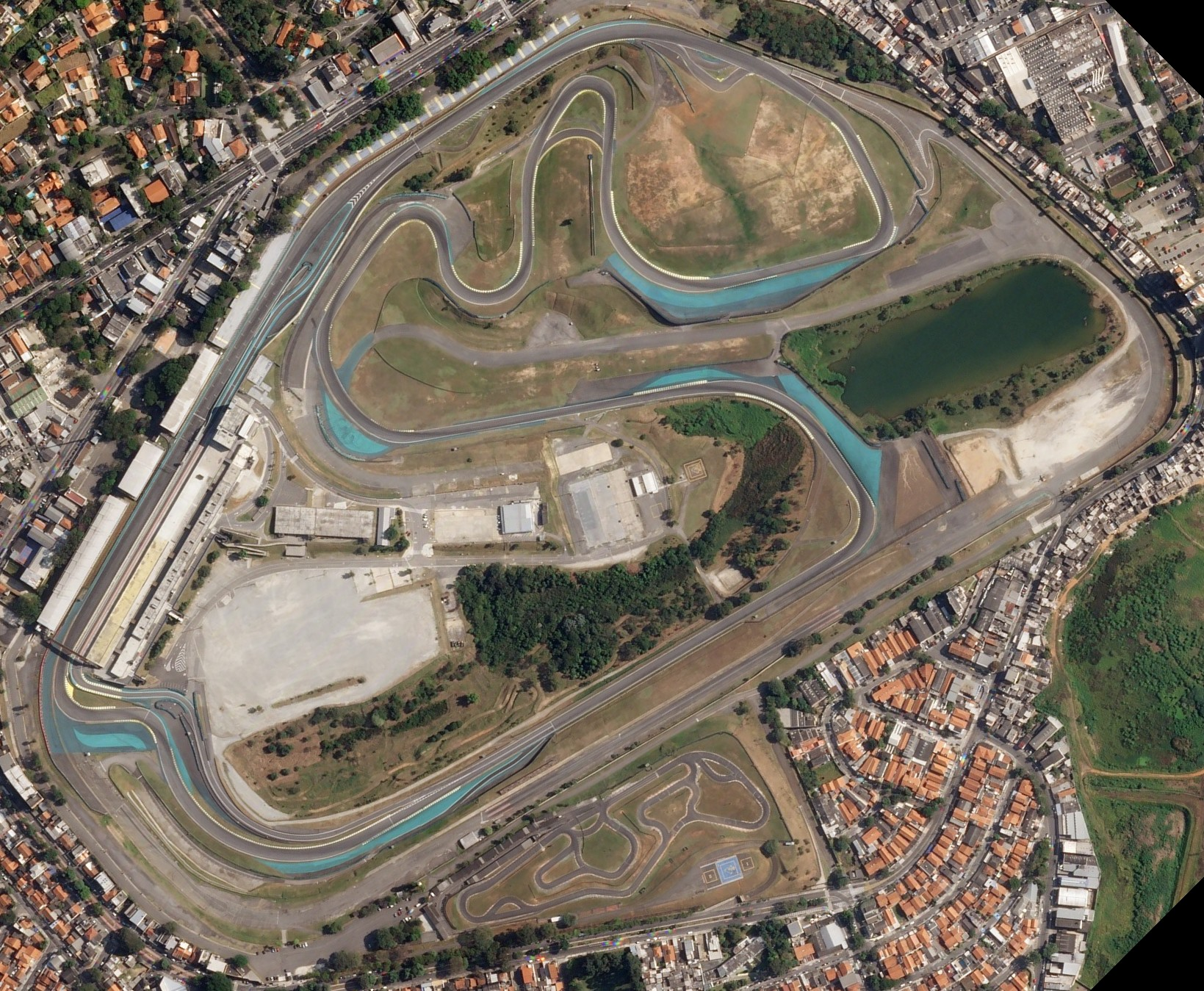
Fotografia aérea do Autódromo de Interlagos.

No fim da década de 1920, o engenheiro britânico Luiz Romero Sanson idealizou uma região de lazer entre as represas Billings e Guarapiranga, sendo que sua filha escolheu o nome Interlagos para o local. A ideia era atender a população mais rica da cidade, que se interessava pelo automobilismo. A construção do circuito também foi incentivada por um acidente acontecido em 1936, quando foi realizada a primeira prova internacional de São Paulo nas ruas da cidade. A francesa Hellé-Nice sofreu um acidente que causou seis mortes e deixou mais de 30 pessoas feridas. A iniciativa da construção foi de Sanson e do Automóvel Clube do Brasil. O traçado foi inspirado nas pistas de Indianapolis, nos Estados Unidos, Brooklands, na Inglaterra e Monthony, na França.
Em abril de 1939, com o autódromo ainda em obras, um grupo de pilotos liderado por Manoel de Teffé deu as primeiras voltas na pista. Um ano após houve a grande inauguração no dia 12 de maio de 1940, quando o autódromo abriu suas portas. Tinha, à época, uma extensão total de 7 960 m. Neste dia o autódromo recebeu 15 mil pessoas para duas corridas: uma de motos, com 96 km (12 voltas) e o Grande Prêmio São Paulo, com 200 km (25 voltas). O vencedor foi o piloto Artur Nascimento Júnior, que percorreu 25 voltas da prova no tempo de 1 hora, 46 minutos e 44 segundos. A estrutura ainda não estava pronta, e ainda não haviam arquibancadas, boxes, lanchonetes, banheiros, torre de cronometragem e de transmissão.
Fechado para reformas em 1967, só foi reaberto em 1 de março de 1970, para a realização de uma prova do campeonato internacional de Fórmula Ford. Em 1971, o autódromo passou novamente por reformas para abrigar no ano seguinte, pela primeira vez, um Grande Prêmio de Fórmula 1. Em 1972 houve o primeiro Grande Prêmio do Brasil de Fórmula 1 sem contar pontos para o campeonato, sendo vencido pelo argentino Carlos Reutemann, piloto da equipe Brabham. Em 1973, a prova já era válida pelo campeonato mundial de equipes e pilotos, sendo vencida pelo brasileiro Emerson Fittipaldi, da Lotus. Em 1975, o autódromo foi palco da primeira dobradinha de brasileiros na Fórmula 1: José Carlos Pace foi o vencedor, seguido de Fittipaldi. Até 1980, o autódromo recebeu o Grande Prêmio sucessivamente, com exceção de 1978 que foi no Autódromo de Jacarepaguá devido à reformas no circuito. Devido às condições precárias e poucas manutenções, Interlagos ficou impossibilitada de realizar corridas de Fórmula 1 e, consequentemente, o Grande Prêmio do Brasil de Fórmula 1 passou a ser realizado no Rio de Janeiro em Jacarepaguá de 1981 até 1989. Em 29 de junho de 1988, o Autódromo de Interlagos recebeu o 1° Hanabi Matsuri, em comemoração aos 80 anos da Imigração japonesa no Brasil.

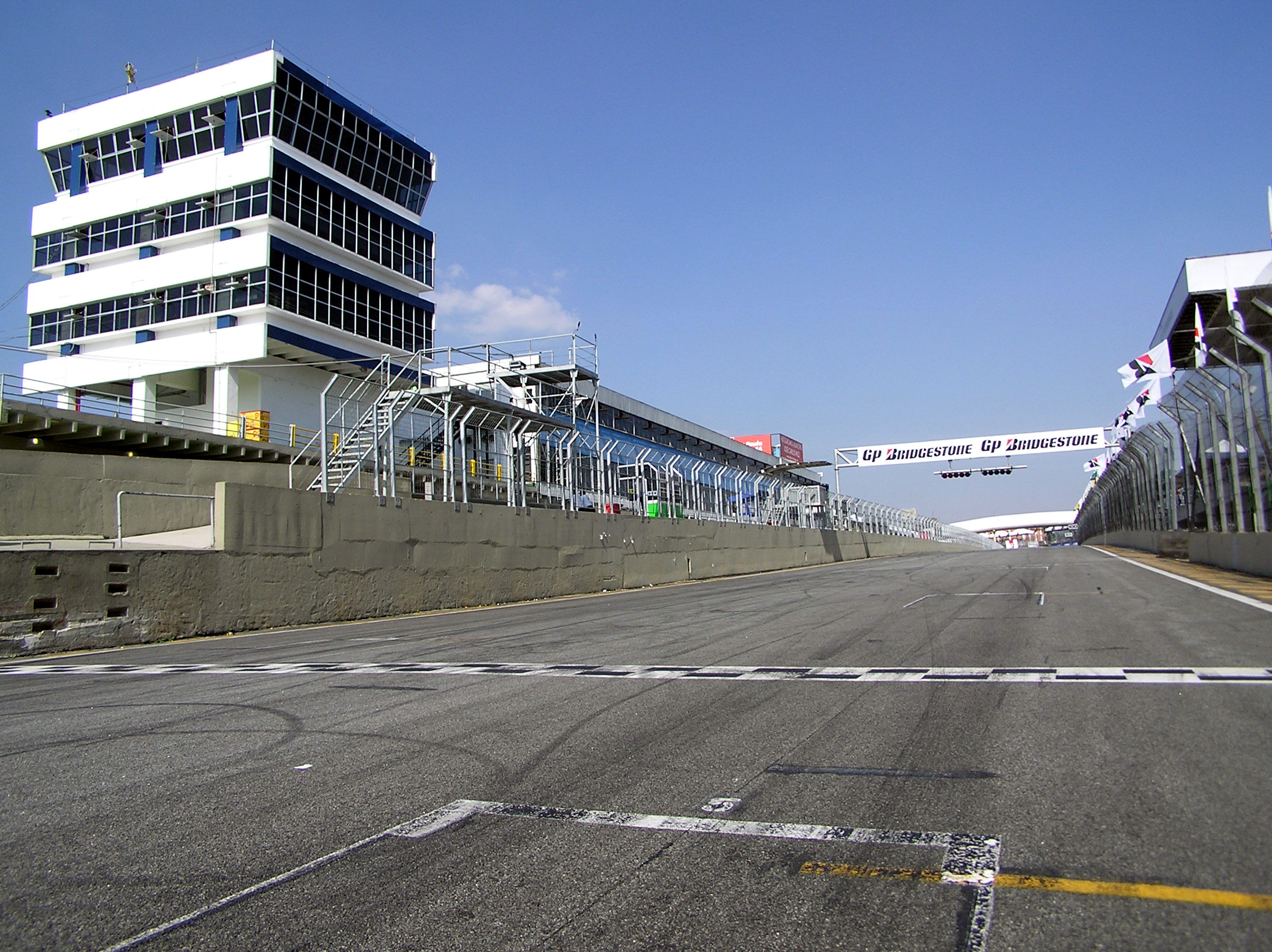
Torre de controle do Autódromo de Interlagos.

Em 1989, a Prefeitura de São Paulo, com o apoio da Confederação Brasileira de Automobilismo, iniciou negociações para trazer de volta a Interlagos o Grande Prêmio Brasil de Fórmula 1. Iniciou-se, assim, uma grande reforma que mudaria completamente o traçado original do circuito e, em 1990, o evento voltou para São Paulo, onde continua até o presente momento de forma ininterrupta. A extensão foi diminuída pela metade, chegando a 4 325 m. Atualmente, o percurso é de 4 309 m.
O autódromo hospedou apresentações do KISS em 1999, do Iron Maiden em 2009 e do System of a Down em 2025, e desde 2014 é sede da edição brasileira do festival Lollapalooza. Em 2023 se tornou sede de outro evento musical, o The Town Festival.
No fim de 2019, a prefeitura de São Paulo apresentou duas vezes um edital para concessão do autódromo à iniciativa privada. Porém, o leilão está suspenso desde abril de 2020 pelo Tribunal de Contas do Município.
No ano de 2020, devido a pandemia de COVID-19, o Grande Prêmio do Brasil, que estava em seu último ano de contrato com a Fórmula 1, foi cancelado. Em razão disso, surgiu uma série de incertezas sobre a permanência do evento em Interlagos, com a realização da corrida no Brasil para os anos seguintes, sendo disputada entre o Autódromo de Interlagos e a Rio Motorsports, uma empresa que almejava construir o Autódromo de Deodoro e levar o Grande Prêmio do Brasil de volta para o Rio de Janeiro. Porém, devido a problemas com liberação ambiental, o autódromo foi inviabilizado, garantindo assim que Interlagos assinasse um novo contrato com a Fórmula 1 para receber uma etapa da categoria até 2025, mas com o evento passando a se chamar Grande Prêmio de São Paulo.
Em novembro de 2023 o chefe executivo da F1, Stefano Domenicali disse: “Tenho o prazer de anunciar que ficaremos em Interlagos até 2030, e mal posso esperar por muitos anos mais da maravilhosa atmosfera que os torcedores brasileiros trazem”.

### Melhorias
No ano de 2007, o autódromo foi fechado por quatro meses para ser trocado todo o asfalto do circuito, além da construção de mais uma arquibancada na reta dos boxes e alteração da entrada dos boxes.
Para o Grande Prêmio do Brasil de 2007, foram realizados os reparos de maior escala dos últimos 35 anos do circuito, para resolver fundamentalmente problemas com a superfície da pista. O asfalto existente foi totalmente substituído, resultando em uma superfície da pista muito lisa. Ao mesmo tempo, a entrada do pit lane foi reforçada para melhorar a segurança e foi construído um novo e maior stand fixo. Para facilitar o trabalho, o circuito foi fechado e não foram realizados eventos nos cinco meses imediatamente anteriores à corrida.
Em 17 de outubro de 2007, começou a operar a nova estação da Linha 9 do Trem Metropolitano de São Paulo, a Estação Autódromo, perto do circuito. A Linha foi prolongada para melhorar o acesso entre o centro de São Paulo e região sul da Grande São Paulo, incluindo o circuito. A estação, que fez parte dos planos de extensão da linha, localiza-se a 600 metros do portão do Setor G do autódromo.

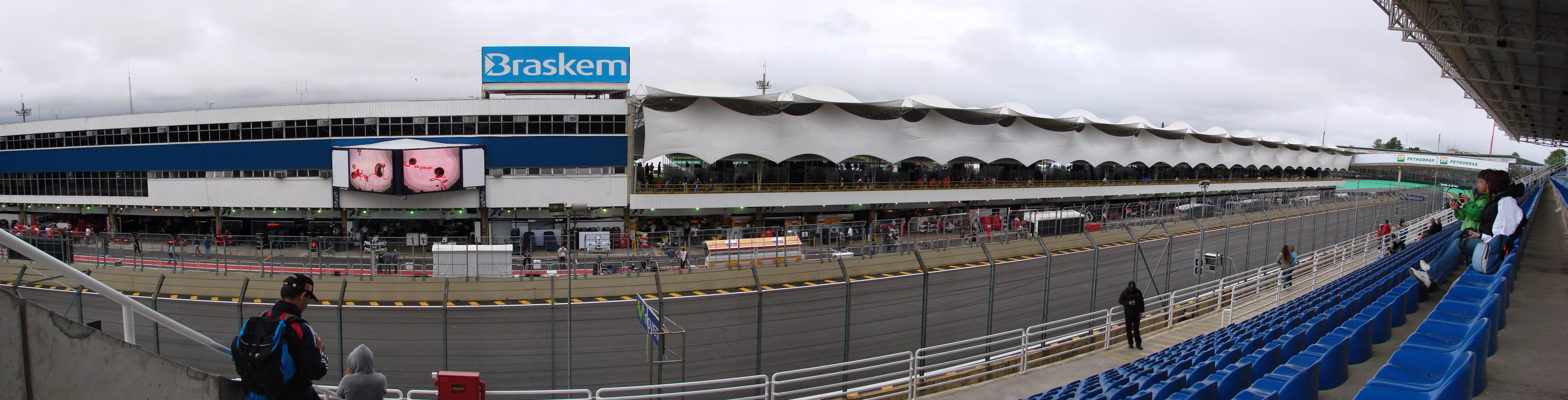
Panorâmica da reta principal do autódromo, tirada da arquibancada M, durante o treino de sexta-feira para o Grande Prêmio Petrobras do Brasil de Fórmula Um 2009.

Interlagos sofreu reformas a serem entregues em 2015 ao custo de 130 milhões de reais para atender novas exigências da FIA. A pista foi inteiramente recapeada para o Grande Prêmio do Brasil de Fórmula 1 de 2014, assim como foram refeitas a entrada dos boxes e a área de escape da segunda perna do S do Senna. Para 2015, o paddock existente foi inteiramente remodelado. O então prefeito Fernando Haddad estudou construir novos boxes na reta oposta, porém a ideia foi abandonada.
Em 2024 o autódromo foi interditado após a etapa da WEC para uma reforma orçada em 275 milhões de reais para a corrida da Fórmula 1 em novembro, com renovação completa do asfalto após 10 anos. Após este recapeametno, os tempos de volta caíram consideravelmente em diversas categorias; como exemplo, as provas de carros turismo e GT que correram no mesmo ano em Interlagos a queda foi de cerca de 1,5 a 2 segundos para a Porsche Cup e StockCar Pro Series.

## Traçados

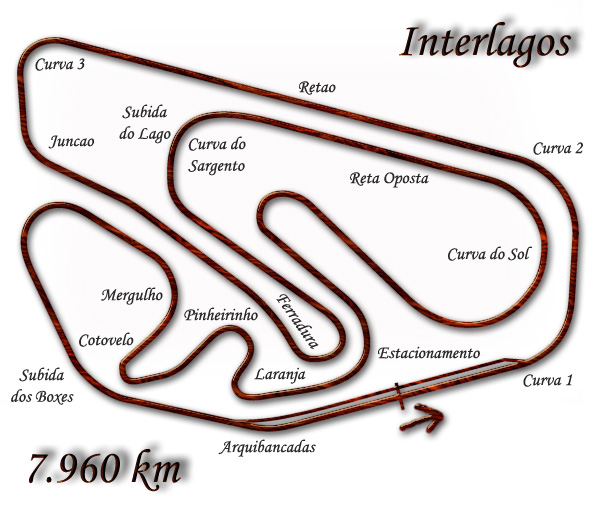
Circuito de Interlagos em 1973
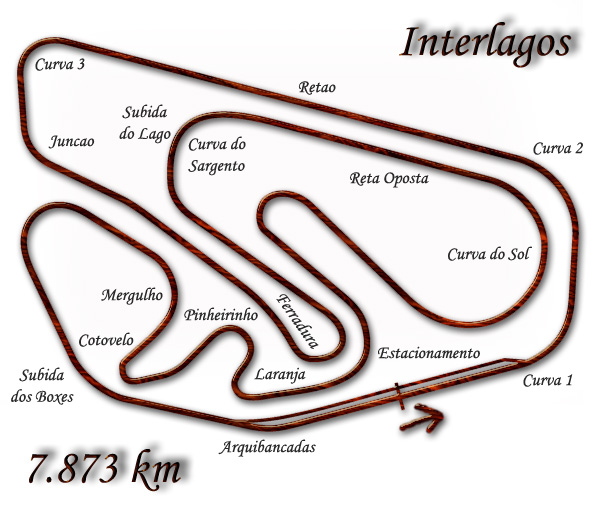
Circuito de Interlagos Interlagos em 1979
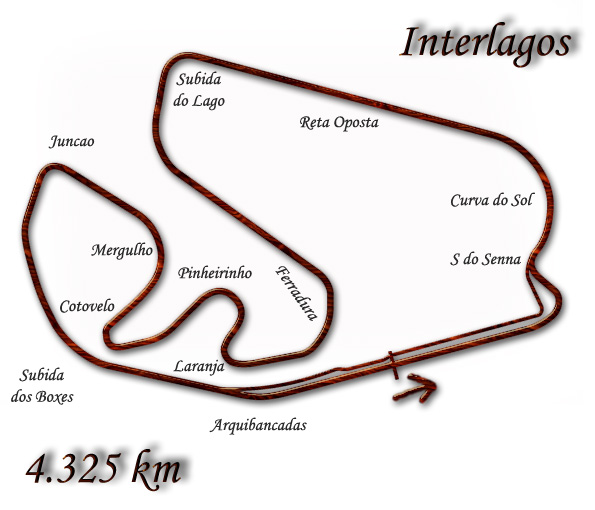
Circuito em 1990-1996
Circuito em 1997-2013
Circuito em 2014-hoje (reforma na entrada dos boxes)
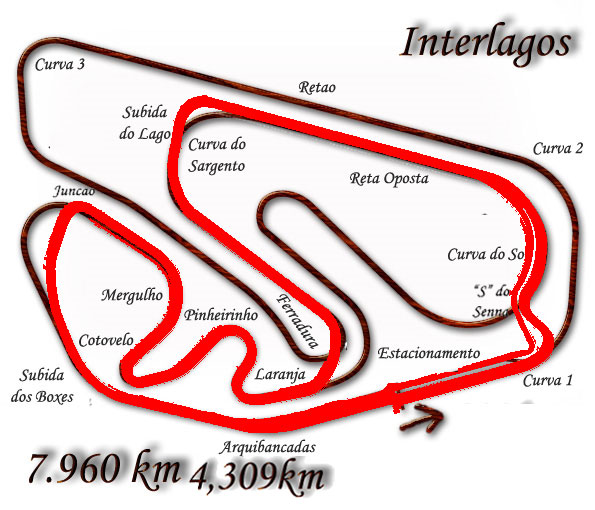
Sobreposição mostrando as diferenças entre o circuito de hoje e de 1973

## Curvas

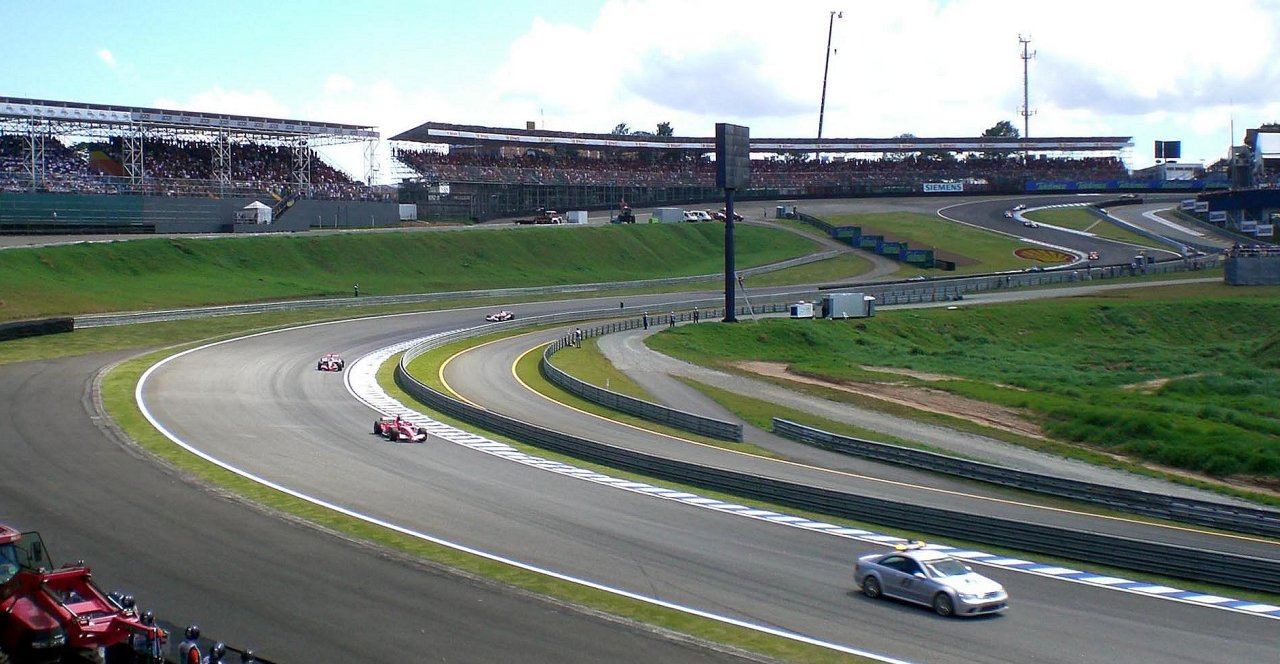
Interlagos no Grande Prêmio do Brasil, em 2006.

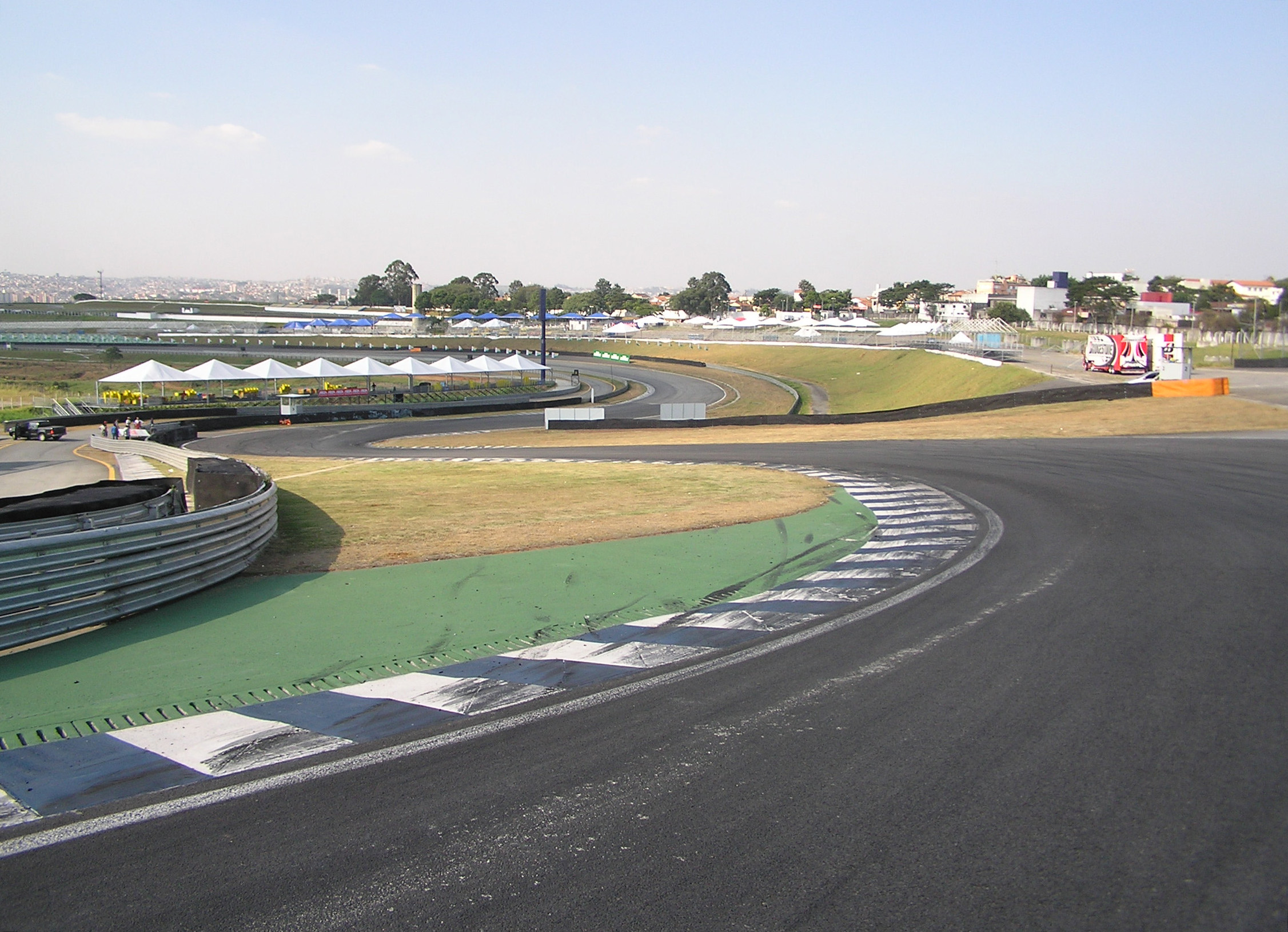
Curva "S" do Senna.

- Curvas 1 e 2: estas curvas do traçado original são identificadas por números, mas dizia-se que, por serem curvas contornadas em alta velocidade, separavam os meninos dos homens, pois os pilotos mais corajosos contornavam-as "pé embaixo", ainda mais sabendo-se que nas áreas de escape das curvas havia enormes eucaliptos que literalmente "abraçavam" os carros que saíam da pista.
- Curva 3: curva de alta velocidade que determinava o ritmo da primeira parte do miolo de Interlagos.
- Curva "S" do Senna ou Curva Chico Landi: durante a reforma que mudou completamente o traçado de Interlagos, Ayrton Senna propôs que fosse feito um S ligando a reta dos boxes à curva do sol, melhorando o traçado que estava proposto. O nome verdadeiro dessa curva é Curva Chico Landi, em homenagem ao primeiro piloto brasileiro a correr na Fórmula 1.
- Curva do Sol: passou a ter esse nome pois toda vez que se entrava nela o sol atrapalhava a visão do piloto. Esta situação já não ocorre devido a mudança no sentido da corrida, agora anti-horário, mas o nome foi mantido.
- Curva do Sargento: este nome foi atribuído devido a um sargento da Força Pública que estava de serviço no dia de um evento e que, entusiasmado com a corrida, entrou na pista com a sua viatura. Ao chegar nesta curva perdeu o controle do carro e rodou. Ele tentou mais uma vez e rodou de novo. Após isso a curva foi batizada como a "Curva do Sargento".
- Curva do Laranjinha: devido à dificuldade em contornar a curva por falta de visão total, os pilotos inexperientes, que eram tratados por laranjas, sempre erravam a sua tangência.
- Curva da Ferradura: tem esse nome por ter um formato muito parecido com o de uma ferradura.
- Curva do Pinheirinho: por haver um pinheiro na área de escape da curva, que era sempre atingido quando um piloto perdia o controle do carro e saía da pista, foi dado este nome à curva.
- Curva Bico de Pato: uma curva muito fechada que tem a forma de um bico de um pato.
- Mergulho: curva que antecede a junção. Esta curva além de ter uma difícil visão, apresenta queda para o lado de fora da pista.
- Curva da Junção: esta curva ligava o circuito externo ao miolo da pista no traçado original. Atualmente, é a junção da parte mista da pista com a subida dos boxes.
- Curva do Café: curva que antecede a reta chamada Subida dos Boxes. Ganhou esse nome porque, nos primeiros anos do autódromo, os locutores e jornalistas que cobriam as corridas num barranco naquele ponto do circuito preparavam e bebiam café. O cheiro da bebida era tão forte que os pilotos, ao contornarem aquela curva, o sentiam de longe, e a batizaram assim. Foi nesta curva que aconteceram os acidentes fatais de Rafael Sperafico em 2007 e de Gustavo Sondermann em 2011.

## Comparação
Comparação das voltas mais rápidas por categorias.
| Categoria                                   | Tempo    | Piloto                                                  | Equipe / Fabricante                                       | Data                                                                          |
| ------------------------------------------- | -------- | ------------------------------------------------------- | --------------------------------------------------------- | ----------------------------------------------------------------------------- |
| F1                                          | 1:07.281 | Lewis Hamilton                                          | Mercedes / W09 EQ Power+                                  | Grande Prêmio do Brasil de 2018                                               |
| FIA WEC-LMP1                                | 1:17.442 | Timo Bernhard / Mark Webber / Brendon Hartley           | Porsche 919 Hybrid / Porsche Motorsport LMP1              | 6 Horas de São Paulo de 2014                                                  |
| Le Mans Series-LMP1                         | 1:18.787 | Pedro Lamy / Stéphane Sarrazin                          | Peugeot 908 HDi FAP / Peugeot Sport Total                 | Mil Milhas Brasil de 2007                                                     |
| FIA WEC-LMDh                                | 1:22.570 | Alex Lynn / Norman Nato /Will Stevens                   | Cadillac V-Series.R/ Hertz Team Jota                      | 6 Horas de São Paulo de 2025                                                  |
| FIA WEC-LMH                                 | 1:23.140 | Mike Conway / Kamui Kobayashi /Nyck de Vries            | Toyota GR010 Hybrid / Toyota Gazoo Racing                 | 6 Horas de São Paulo de 2024                                                  |
| Le Mans Series-LMP2                         | 1:23.449 | Juan Barazi / Michael Vergers / Karim Ojjeh             | Zytek 07S                                                 | Mil Milhas Brasil de 2007                                                     |
| World Series by Nissan                      | 1:25.480 | Ricardo Zonta                                           | Dallara SN01-Nissan VQ / Gabord Competicion               | 8 de dezembro de 2002                                                         |
| Imperio Endurance Brasil                    | 1:26.022 | Fernando Ohashi / Emilio Padron / William Freire        | AJR Metalmoro / Motorcar Motorsports                      | Treino classificatório Etapa de Interlagos. William Freire 20 de maio de 2022 |
| FIA Formula 3000 International Championship | 1:26.060 | Sebastien Bourdais                                      | Lola B02 / 50-Zytek / Super Nova Racing                   | 30 de março de 2002                                                           |
| F3 Brasil                                   | 1:28.129 | Matheus Iorio                                           | Dallara F-309-Berta 2.3L / Cesário Fórmula                | 10 de dezembro de 2016                                                        |
| FIA WEC-LMGTE PRO GT2                       | 1:29.858 | Stefan Mücke / Darren Turner                            | Aston Martin Vantage V8 / Aston Martin Racing             | 6 Horas de São Paulo de 2014                                                  |
| Endurance Brasil-GTP1                       | 1:30.247 | Paulo Roberto Bonifácio / Felipe Giaffone / Vitor Meira | Prototótipo ZF01 / Scuderia 111                           | Mil Milhas Brasil de 2006                                                     |
| Endurance Brasil-GT1                        | 1:31.570 | Xandy Negrão / Guto Negrão                              | Audi TTR DTM / Medley Genéricos                           | 500 km de Interlagos de 2004                                                  |
| FIA GT1 Championship                        | 1:32.060 | Enrique Bernoldi / Xandinho Negrão                      | Maserati MC12 / Vitaphone Racing                          | 27 de novembro de 2010                                                        |
| Endurance Brasil-GT3                        | 1:34.646 | Max Wilson / Raul Boesel / Marcel Visconde              | Porsche 911 GT3 RSR / Stuttgart Sportcar-Dener Motorsport | Mil Milhas Brasil de 2008                                                     |
| Brasil GT3 Championship                     | 1:34.997 | Daniel Serra / Chico Longo                              | Lamborghini LP 560                                        | 7 de agosto de 2008                                                           |
| SuperBike Brasil                            | 1:35.380 | Eric Granado                                            | Honda CBR 1000 RR / Honda Racing                          | 24 de junho de 2017                                                           |
| Fórmula Renault 2.0 Brasil                  | 1:35.809 | Nelson Merlo                                            | Tatuus FR2000-F4R 2.0L / Bassani Racing                   | 6 de novembro de 2005                                                         |
| Stock Car V8 Brasil                         | 1:37.032 | Daniel Serra / João Paulo de Oliveira                   | Eurofarma RC                                              | 9 de março de 2018                                                            |
| Porsche GT3 Cup Challenge Brasil            | 1:37.331 | Alan Hellmeister / Nelsinho Piquet                      | Porsche 911 (Type 991 Cup) GT3-Cup / FS Hero              | 500 km de Interlagos Porsche Cup 2016                                         |
| Stock Car Pro Series                        | 1:38.693 | Enzo Elias                                              | Crown Race                                                | Treino Livre 2. 12ª Etapa 13 de dezembro de 2024                              |
| Endurance Brasil-GT1                        | 1:42.088 | Lucas Molo / Nelson Silva Júnior                        | Ferrari 550 Maranello / Tekpron                           | 300 Milhas de Interlagos de 2005                                              |
| Stock Series (antigo Stock Car Light)       | 1:42.628 | Arthur Gama                                             | JLG12 V8                                                  | TL3, 6ª etapa 13 de dezembro de 2024                                          |
| TC2000                                      | 1:43.425 | Cacá Bueno                                              | Honda Civic/ Honda Lubrax                                 | 16 de junho de 2007                                                           |
| Spyder Race                                 | 1:43.496 | Sergio Pistili                                          | AT Autosport                                              | 2008                                                                          |
| Top Race V6                                 | 1:44.352 | Agustin Canapino                                        | Mercedes-Benz C203                                        | 24 de julho de 2010                                                           |
| Copa Chevrolet Montana                      | 1:44.557 | Rafael Daniel                                           | Gramacho Racing                                           | 2 de abril de 2011                                                            |
| Stock Car Light                             | 1:44.841 | Gustavo Sondermann                                      | FTS Competições                                           | 8 de dezembro de 2007                                                         |
| Pick-up Racing                              | 1:46.740 | Rodrigo Navarro                                         | Chevrolet / Gramacho Racing                               | 5 de julho de 2009                                                            |
| Troféu Maserati                             | 1:47.655 | Guto Negrão                                             | Maserati Coupé Cambiocorsa / Medley                       | 25 de março de 2006                                                           |
| Formula Inter                               | 1:45:296 | Gabriel Salomão                                         | Fórmula Inter / Fórmula Inter                             | 14 de julho de 2019                                                           |
| Copa Brasil de Marcas                       | 1:48.252 | Guilherme Salas                                         | Renault Fluence / Greco                                   | 9 de setembro de 2016                                                         |
| Sprint Race                                 | 1:48.948 | Yuri / Yago Cesário                                     | Sprint Race Pro                                           | 11 de maio de 2017                                                            |
| Mercedes-Benz Grand Challenge               | 1:50.436 | Fernando Fortes                                         | CLA AMG-Cup / Mottin Racing                               | 10 de dezembro de 2016                                                        |
| Campeonato Brasileiro de Turismo            | 1:55.846 | Felipe Guimarães                                        | W2 Racing                                                 | 12 de dezembro de 2015                                                        |
| AUDI DTCC                                   | 1:57.526 | Felipe Gama                                             | MC Tubarão                                                | 13 de novembro de 2012                                                        |
| Fórmula 1600                                | 1:58.523 | Emilio Padron                                           | Della Barba Racing                                        | 30 de julho de 2016                                                           |
| Stock Jr                                    | 1:58.614 | Eduardo Leite                                           | JL Racing-Yamaha                                          | 2006                                                                          |
| Campeonato Paulista de Marcas e Pilotos     | 1.59.660 | Faio Ebrahim                                            | VW Gol/ EGB Valorem                                       | 2006                                                                          |
| Copa Renault Clio                           | 1:59.981 | Rodolfo Pousa                                           | M2 Competições                                            | 28 de novembro de 2009                                                        |
| Copa Truck                                  | 2:00.542 | Felipe Giaffone                                         | Volkswagen / RM Competições                               | 2 de julho de 2011                                                            |

## Fórmula 1

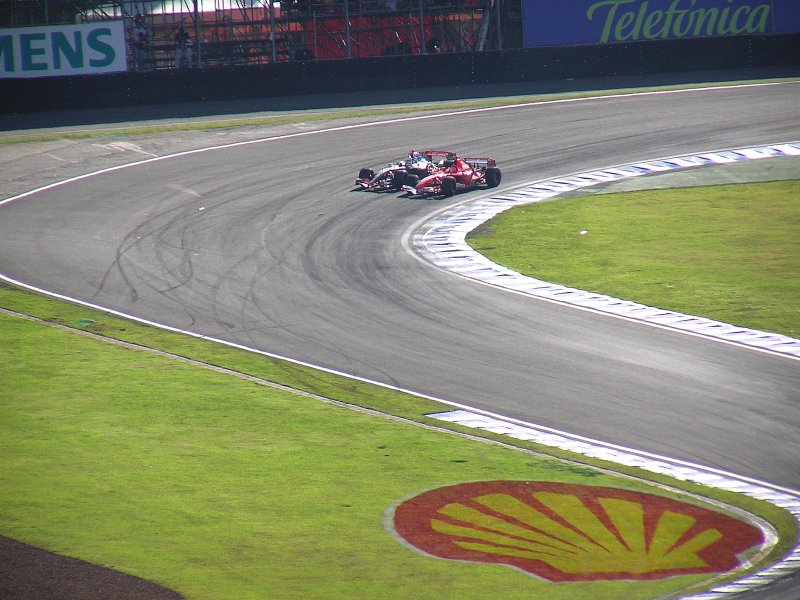
A pista paulista marcou a última corrida de Michael Schumacher (antes do abandono da aposentadoria).

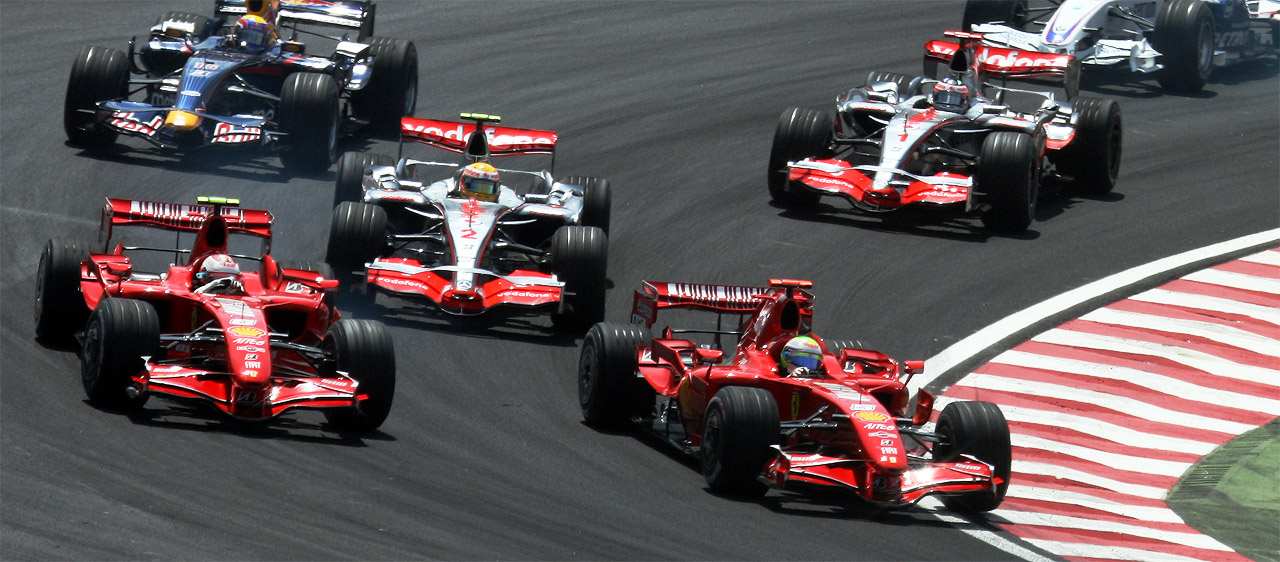
Grande Prêmio do Brasil de 2007.

O Autódromo de Interlagos foi palco do Grande Prêmio do Brasil de Fórmula 1 nos anos de: 1972 a 1977, 1979, 1980 e de 1990 até 2019. E, desde 2021 sedia o Grande Prêmio de São Paulo.
Provas disputadas e vencedores:
O fundo rosa indica que a prova não fez parte do campeonato mundial da Fórmula 1.
| Ano                                             | Piloto               | Equipe                     | Detalhes |
| ----------------------------------------------- | -------------------- | -------------------------- | -------- |
| 1972                                            | Carlos Reutemann     | Brabham-Ford               | Detalhes |
| 1973                                            | Emerson Fittipaldi   | Lotus-Ford                 | Detalhes |
| 1974                                            | Emerson Fittipaldi   | McLaren-Ford               | Detalhes |
| 1975                                            | José Carlos Pace     | Brabham-Ford               | Detalhes |
| 1976                                            | Niki Lauda           | Ferrari                    | Detalhes |
| 1977                                            | Carlos Reutemann     | Ferrari                    | Detalhes |
| Não houve em 1978                               |                      |                            |          |
| 1979                                            | Jacques Laffite      | Ligier-Ford                | Detalhes |
| 1980                                            | René Arnoux          | Renault                    | Detalhes |
| Não houve de 1981 a 1989                        |                      |                            |          |
| 1990                                            | Alain Prost          | Ferrari                    | Detalhes |
| 1991                                            | Ayrton Senna         | McLaren-Honda              | Detalhes |
| 1992                                            | Nigel Mansell        | Williams-Renault           | Detalhes |
| 1993                                            | Ayrton Senna         | McLaren-Ford               | Detalhes |
| 1994                                            | Michael Schumacher   | Benetton-Ford              | Detalhes |
| 1995                                            | Michael Schumacher   | Benetton-Renault           | Detalhes |
| 1996                                            | Damon Hill           | Williams-Renault           | Detalhes |
| 1997                                            | Jacques Villeneuve   | Williams-Renault           | Detalhes |
| 1998                                            | Mika Häkkinen        | McLaren-Mercedes           | Detalhes |
| 1999                                            | Mika Häkkinen        | McLaren-Mercedes           | Detalhes |
| 2000                                            | Michael Schumacher   | Ferrari                    | Detalhes |
| 2001                                            | David Coulthard      | McLaren-Mercedes           | Detalhes |
| 2002                                            | Michael Schumacher   | Ferrari                    | Detalhes |
| 2003                                            | Giancarlo Fisichella | Jordan-Ford                | Detalhes |
| 2004                                            | Juan Pablo Montoya   | Williams-BMW               | Detalhes |
| 2005                                            | Juan Pablo Montoya   | McLaren-Mercedes           | Detalhes |
| 2006                                            | Felipe Massa         | Ferrari                    | Detalhes |
| 2007                                            | Kimi Räikkönen       | Ferrari                    | Detalhes |
| 2008                                            | Felipe Massa         | Ferrari                    | Detalhes |
| 2009                                            | Mark Webber          | Red Bull Racing-Renault    | Detalhes |
| 2010                                            | Sebastian Vettel     | Red Bull Racing-Renault    | Detalhes |
| 2011                                            | Mark Webber          | Red Bull Racing-Renault    | Detalhes |
| 2012                                            | Jenson Button        | McLaren-Mercedes           | Detalhes |
| 2013                                            | Sebastian Vettel     | Red Bull Racing-Renault    | Detalhes |
| 2014                                            | Nico Rosberg         | Mercedes                   | Detalhes |
| 2015                                            | Nico Rosberg         | Mercedes                   | Detalhes |
| 2016                                            | Lewis Hamilton       | Mercedes                   | Detalhes |
| 2017                                            | Sebastian Vettel     | Ferrari                    | Detalhes |
| 2018                                            | Lewis Hamilton       | Mercedes                   | Detalhes |
| 2019                                            | Max Verstappen       | Red Bull Racing-Honda      | Detalhes |
| Não houve em 2020 devido à pandemia de COVID-19 |                      |                            |          |
| 2021                                            | Lewis Hamilton       | Mercedes                   | Detalhes |
| 2022                                            | George Russell       | Mercedes                   | Detalhes |
| 2023                                            | Max Verstappen       | Red Bull Racing-Honda RBPT | Detalhes |
| 2024                                            | Max Verstappen       | Red Bull Racing-Honda RBPT | Detalhes |

### Por pilotos, equipes e países que venceram1
|          |                      |                        |
| Vitórias | Pilotos              | Edições                |
| 4        | Michael Schumacher   | 1994, 1995, 2000, 2002 |
| 3        | Sebastian Vettel     | 2010, 2013, 2017       |
| 3        | Lewis Hamilton       | 2016, 2018, 2021       |
| 3        | Max Verstappen       | 2019, 2023, 2024       |
| 2        | Emerson Fittipaldi   | 1973, 1974             |
| 2        | Ayrton Senna         | 1991, 1993             |
| 2        | Mika Häkkinen        | 1998, 1999             |
| 2        | Juan Pablo Montoya   | 2004, 2005             |
| 2        | Felipe Massa         | 2006, 2008             |
| 2        | Mark Webber          | 2009, 2011             |
| 2        | Nico Rosberg         | 2014, 2015             |
| 1        | José Carlos Pace     | 1975                   |
| 1        | Niki Lauda           | 1976                   |
| 1        | Carlos Reutemann     | 1977                   |
| 1        | Jacques Laffite      | 1979                   |
| 1        | René Arnoux          | 1980                   |
| 1        | Alain Prost          | 1990                   |
| 1        | Nigel Mansell        | 1992                   |
| 1        | Damon Hill           | 1996                   |
| 1        | Jacques Villeneuve   | 1997                   |
| 1        | David Coulthard      | 2001                   |
| 1        | Giancarlo Fisichella | 2003                   |
| 1        | Kimi Räikkönen       | 2007                   |
| 1        | Jenson Button        | 2012                   |
| 1        | George Russell       | 2022                   |

|          |            |                                                      |
| Vitórias | Construtor | Edições                                              |
| 9        | Ferrari    | 1976, 1977, 1990, 2000, 2002, 2006, 2007, 2008, 2017 |
| 8        | McLaren    | 1974, 1991, 1993, 1998, 1999, 2001, 2005, 2012       |
| 7        | Red Bull   | 2009, 2010, 2011, 2013, 2019, 2023, 2024             |
| 6        | Mercedes   | 2014, 2015, 2016, 2018, 2021, 2022                   |
| 4        | Williams   | 1992, 1996, 1997, 2004                               |
| 2        | Benetton   | 1994, 1995                                           |
| 1        | Brabham    | 1975                                                 |
| 1        | Renault    | 1980                                                 |
| 1        | Lotus      | 1973                                                 |
| 1        | Ligier     | 1979                                                 |
| 1        | Jordan     | 2003                                                 |

|          |               |                                                      |
| Vitórias | País          | Edições                                              |
| 9        | Alemanha      | 1994, 1995, 2000, 2002, 2010, 2013, 2014, 2015, 2017 |
| 8        | Reino Unido   | 1992, 1996, 2001, 2012, 2016, 2018, 2021, 2022       |
| 7        | Brasil        | 1973, 1974, 1975, 1991, 1993, 2006, 2008             |
| 3        | França        | 1979, 1980, 1990                                     |
| 3        | Finlândia     | 1998, 1999, 2007                                     |
| 3        | Países Baixos | 2019, 2023, 2024                                     |
| 2        | Colômbia      | 2004, 2005                                           |
| 2        | Austrália     | 2009, 2011                                           |
| 1        | Áustria       | 1976                                                 |
| 1        | Argentina     | 1977                                                 |
| 1        | Canadá        | 1997                                                 |
| 1        | Itália        | 2003                                                 |

↑1 (Última atualização: Grande Prêmio de São Paulo de 2024)
Contabilizados somente os resultados válidos pelo Mundial de Fórmula 1.

## Recordes em Interlagos
|                       | Piloto          | Chassi/Motor              | Tempo        | Extensão | Ano  |
| --------------------- | --------------- | ------------------------- | ------------ | -------- | ---- |
| Pole Position         | Lewis Hamilton  | Mercedes V6 Turbo Híbrido | 1min 07s 281 | 4 309 km | 2018 |
| Melhor Volta na Prova | Valtteri Bottas | Mercedes V6 Turbo Híbrido | 1min 10s 540 | 4 309 km | 2018 |

## Desafio "50 mil quilômetros"
Para promover o Renault Dauphine - Gordini e com o slogan "40 hp de emoção", em 1964, o jornalista e publicitário Mauro Salles propôs um desafio de resistência para o carro. Com a aprovação de William Max Pearce, o presidente da Willys, o Autódromo de Interlagos foi preparado. Um veículo da marca, escolhido aleatoriamente na linha de produção e sem qualquer preparo especial, foi escolhido para percorrer, dentro do autódromo, a marca de 50 mil quilômetros em menos de um mês. Paul Massonet, representante da Federação Internacional do Automóvel, foi convocado para homologar a marca e a prova de resistência foi iniciada em 26 de outubro de 1964. Para a tarefa, os pilotos Bird Clemente, Luiz Pereira Bueno, José Carlos Pace, Chiquinho Lameirão, Wilson Fittipaldi Júnior, Carol Figueiredo, Geraldo Meirelles, Luís Antônio Greco, o chefe da escuderia, além do convidados Vladimir Costa, Danilo de Lemos e Vitório Andreatta, foram escolhidos para o desafio. No oitavo dia ocorreu um acidente, quando Bird Clemente entrou rápido demais na "Curva 3" e capotou. O carro rolou e parou sobre as quatro rodas. Depois de desvirado, desamassado e sem para-brisas (deste momento, os pilotos só usaram capacete com viseiras), a prova continuou. A cada reabastecimento, ocorria a troca de piloto. Após 22 dias, em 17 de novembro, a Willys deu a maratona por terminada. O carro foi batizado de "teimoso" e depois da prova, desapareceu. Como homenagem, a empresa lançou uma versão, em 1965, denominada de Teimoso.